# Épicerie du père de Tchekhov

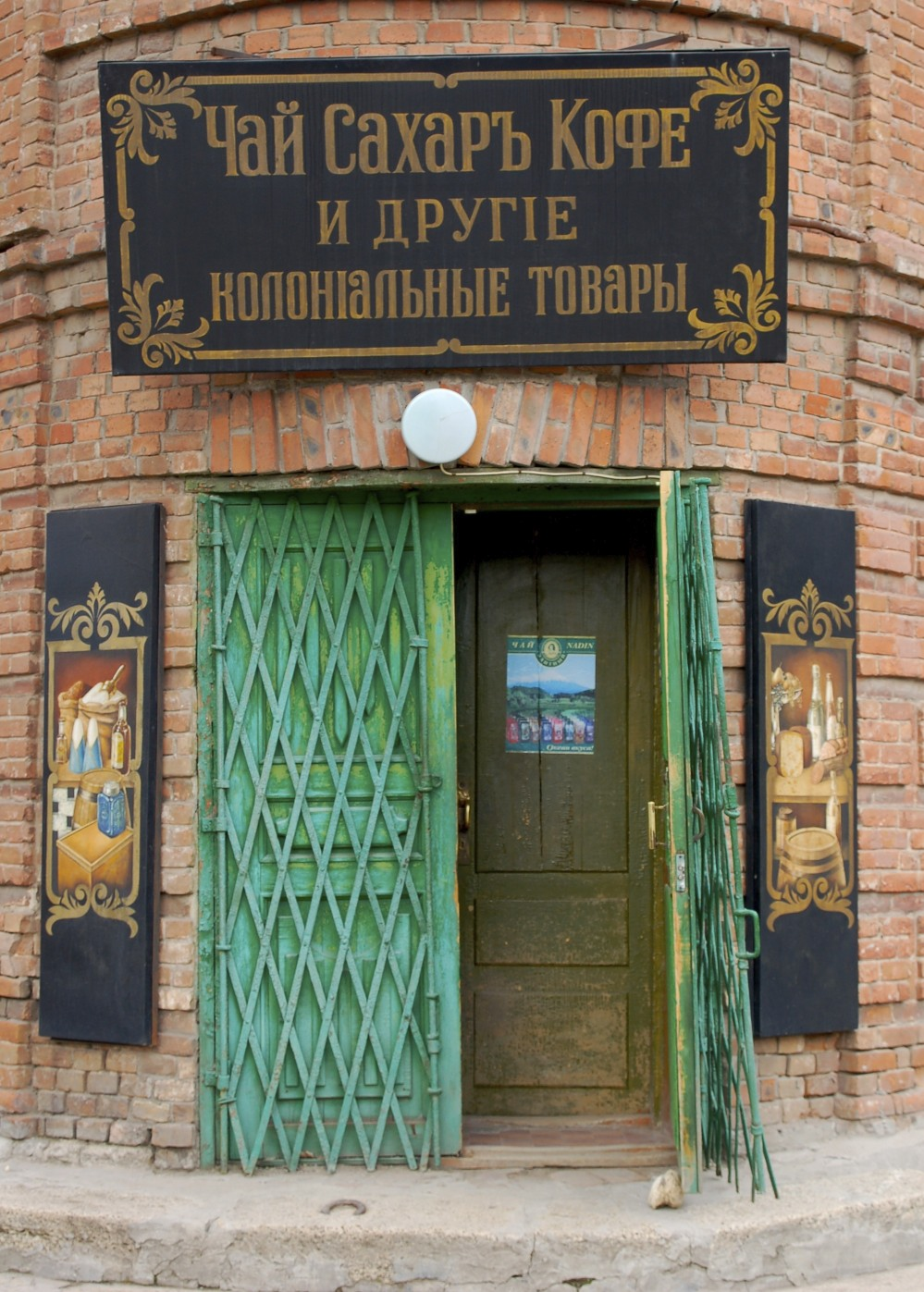
Entrée de l'épicerie-musée

L'épicerie du père de Tchekhov est un musée situé en Russie à Taganrog. Il consiste en une maison de briques à un étage supérieur. C'est ici que l'écrivain et dramaturge Anton Tchekhov passa son enfance avec sa famille de 1869 à 1874.

## Histoire
Construite à la fin des années 1840, la maison se trouve au croisement de la rue Alexandrovskaïa (autrefois rue Monastyrskaïa, c-à-d rue du Monastère) et de la rue Gogol (autrefois ruelle Yarmarotchni, c-à-d ruelle du Marché). Le père de Tchekhov loua cette maison au marchand Ivan Moïsseïev et y installa une épicerie au rez-de-chaussée avec une pancarte indiquant : « thé, sucre, café et autres denrées coloniales ».
Lorsque le père de Tchekhov se trouvait en ville (souvent pour ses répétitions au chœur de l'église), son fils Anton travaillait à l'épicerie pour recevoir les clients et tenir les comptes. C'est ici dans cette maison qu'il écrivit ses premières nouvelles et jouait des pièces de théâtre en amateur avec les autres enfants de la famille Tchekhov et ses camadarades de lycée.
Le musée actuel a été inauguré le 3 novembre 1977 permettant ainsi aux visiteurs d'admirer des objets ou documents relatifs aux jeunes années de l'écrivain et à la vie de la famille Tchekhov.

## Photographies du musée

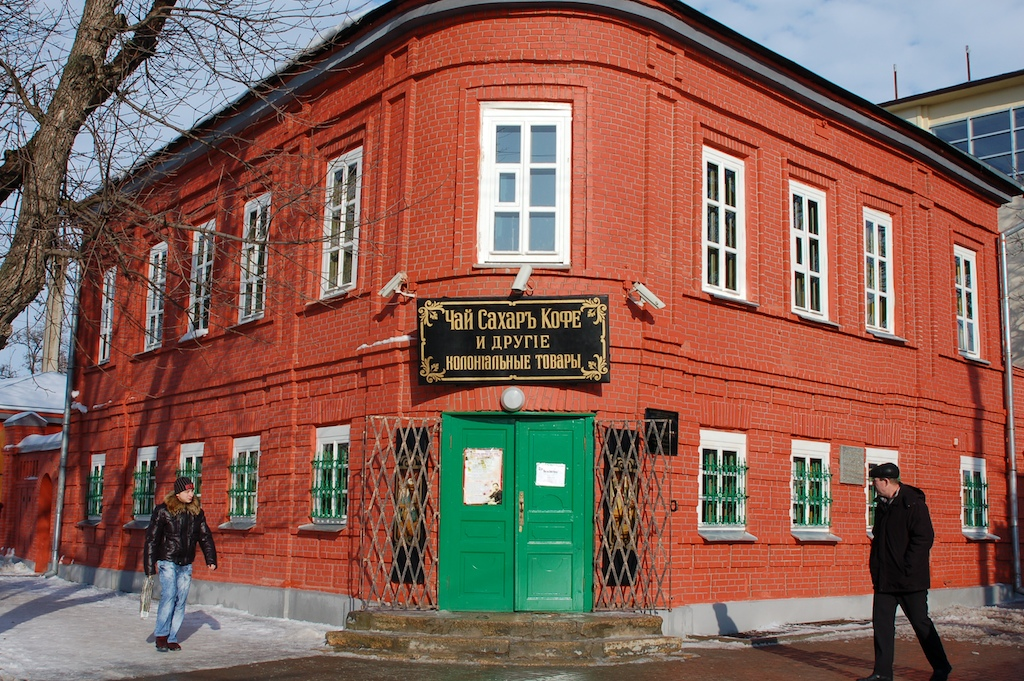
Vue du musée en 2010 après restauration pour le 150e anniversaire de l'écrivain
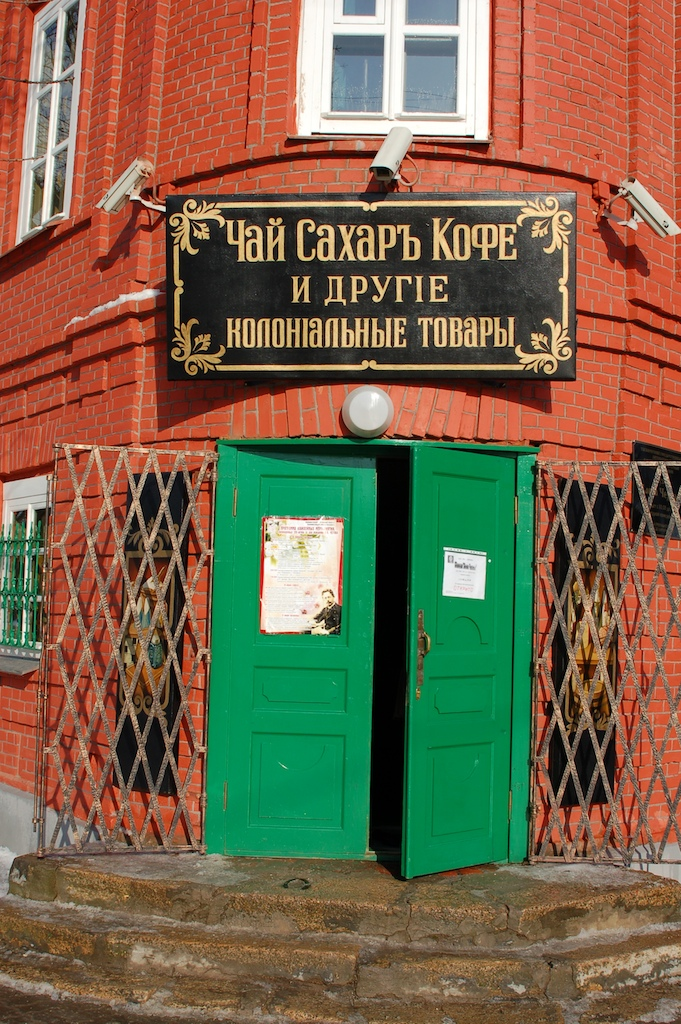
Panneau d'entrée indiquant « thé, sucre, café et autres denrées coloniales »
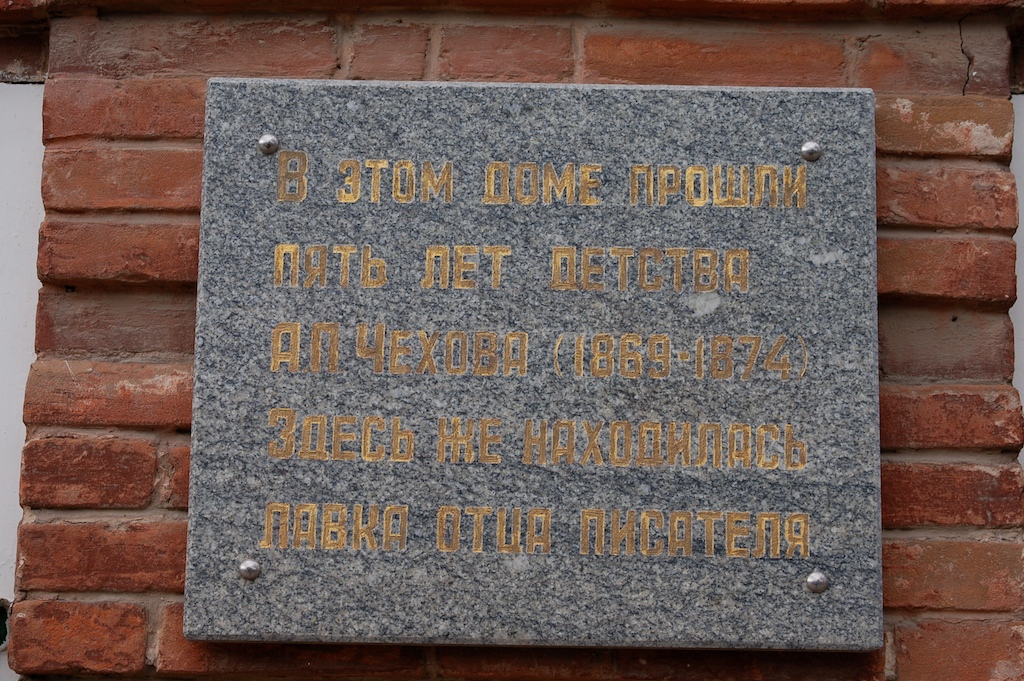
Plaque indiquant: « Dans cette maison Anton Tchekhov passa cinq années de son enfance (1869-1874) et son père y tint une épicerie. »
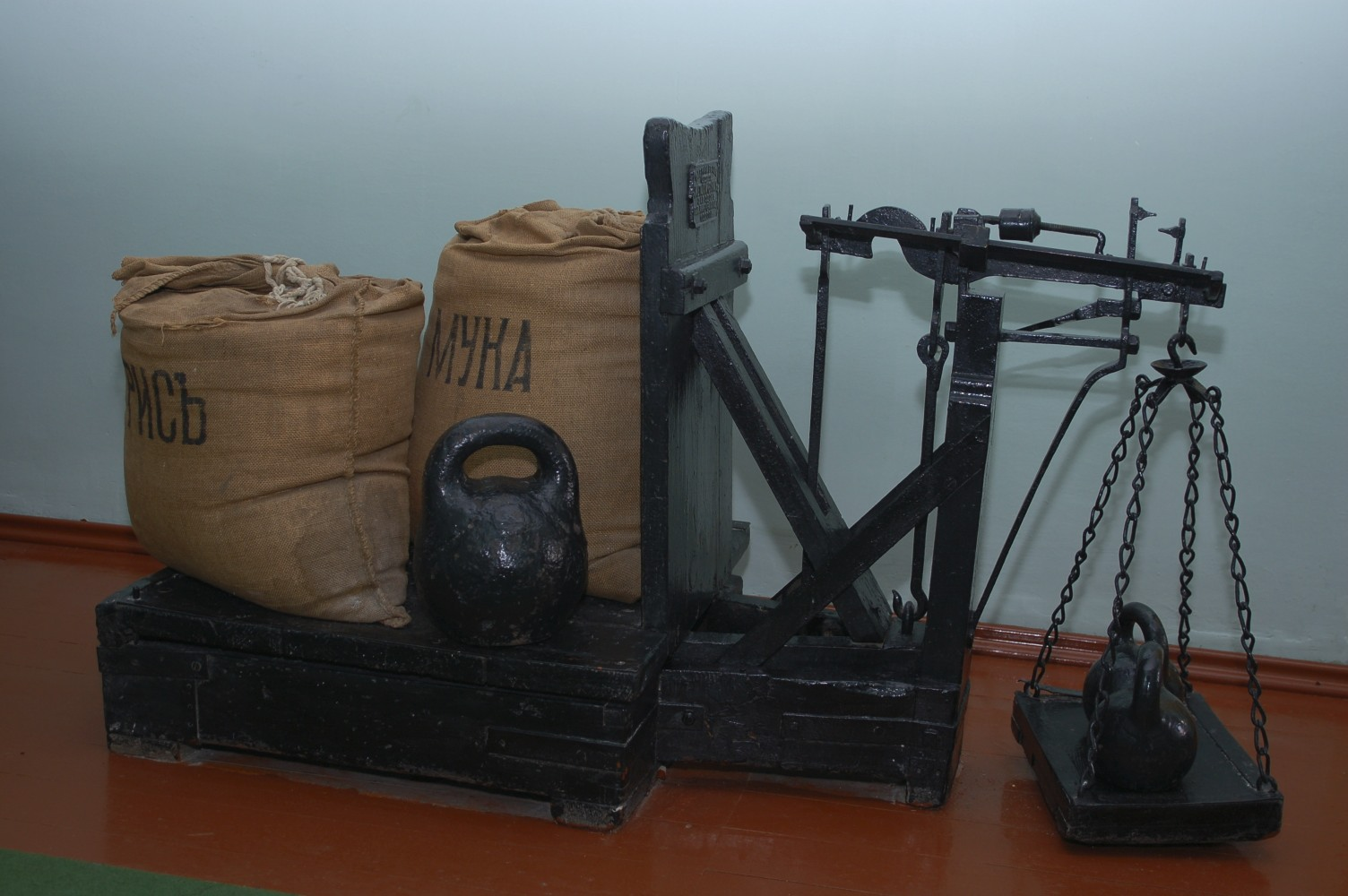
Vieille balance
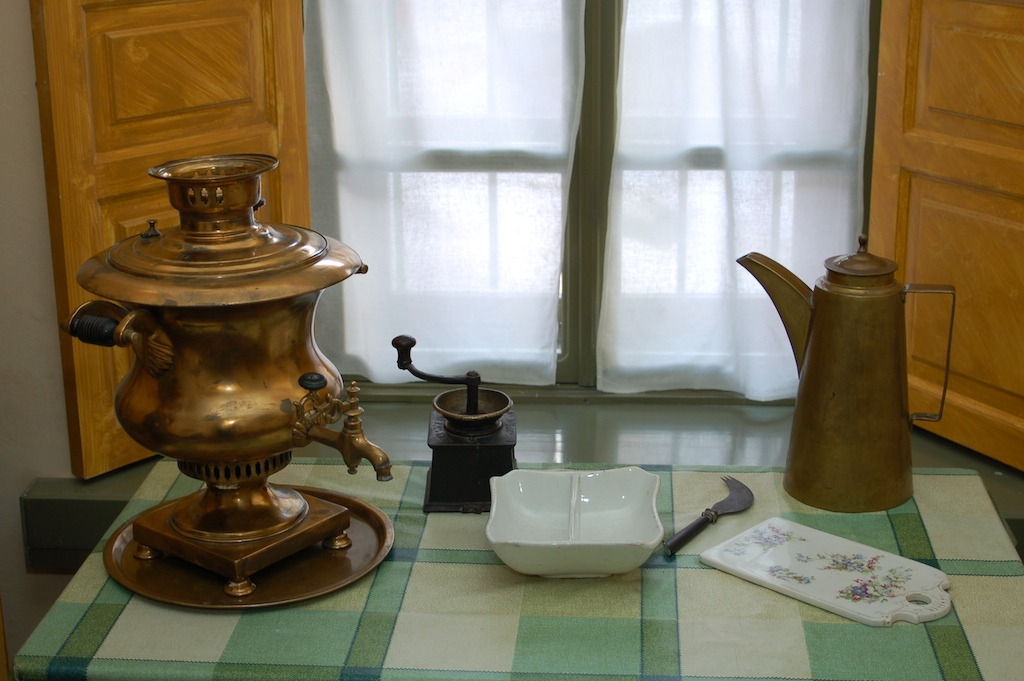
Samovar, moulin à café et cafetière de la collection du musée
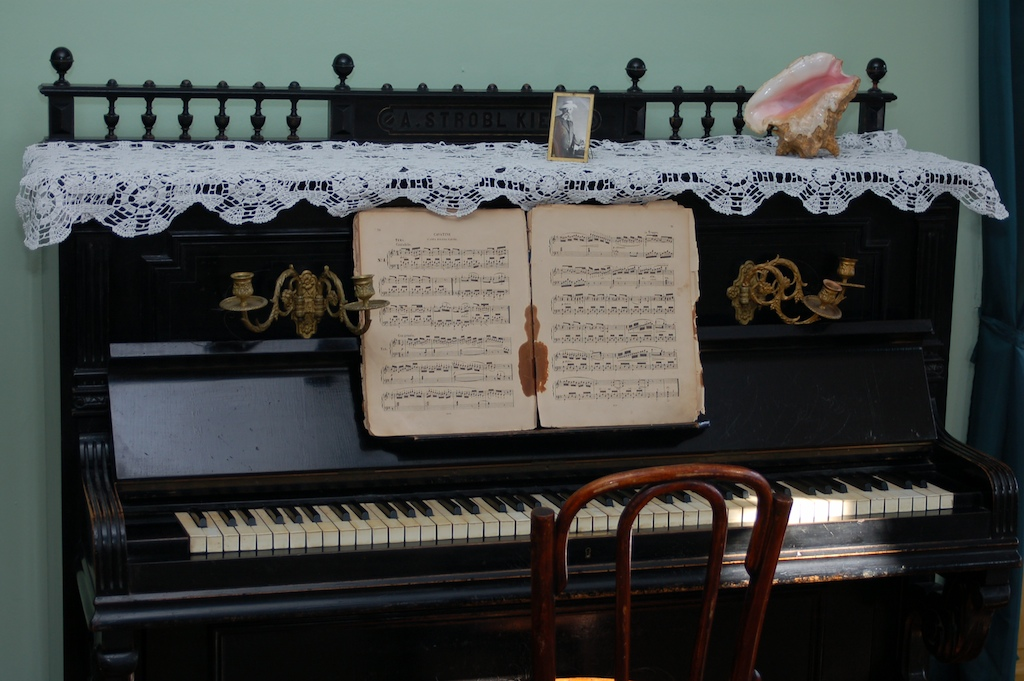
Piano de la famille Tchekhov
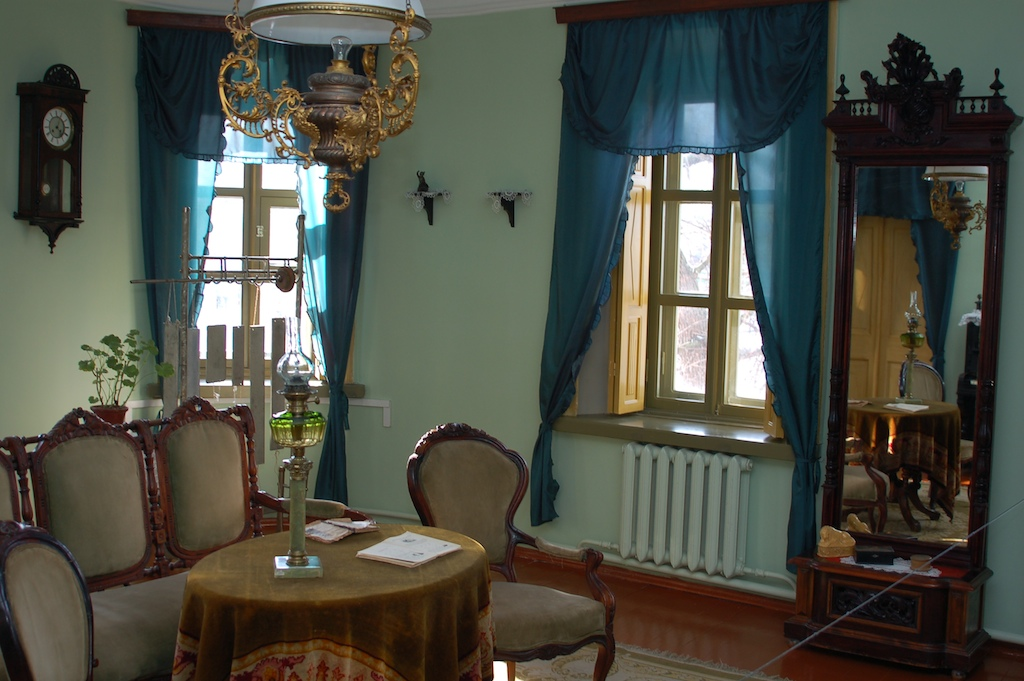
Salon de la famille Tchekhov

## Adresse
- Musée de l'épicerie Tchekhov, 100 rue Alexandrovskaïa, Taganrog, Russie
- Directrice du musée: Mme Evguenia Petrovna Konopliova (Евгения Петровна Коноплева)

## Source de la traduction
- (en) Cet article est partiellement ou en totalité issu de l’article de Wikipédia en anglais intitulé « Chekhov Shop » (voir la liste des auteurs).